# Рудник Мокта-ель-Хадід

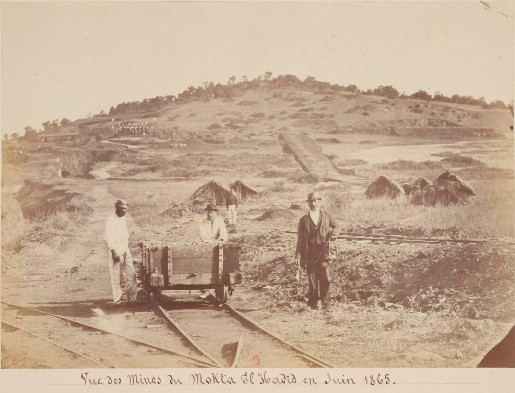
Фото, зроблене на руднику в 1865 році

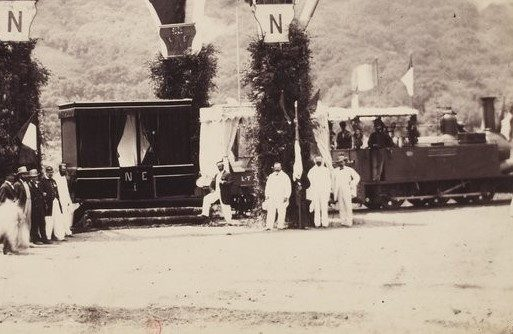
Залізниця Бон – Мокта, споруджена для вивозу руди

Рудник Мокта-ель-Хадід – колишнє гірничодобувне підприємство на півночі Алжиру.
Про наявність порід з високим вмістом заліза в районі на захід від сучасної Аннаби знали здавна, про що свідчить сама назва місцевості Мокта-ель-Хадід – «залізний перевал». Втім, перспектива широкомасштабного залучення мінеральних ресурсів  до промислової розробки стала реальною лише після завоювання Алжиру Францією. В 1843-му західніше Аннаби виявили перший поклад магнетиту і ще до завершення десятиліття уряд видав кілька ліцензій на видобуток. Втім, особливого значення район набув лише після відкриття в 1857-му головного родовища Мокта-ель-Хадід, яке мало значні розміри – витягнуте на 2,5 км рудне тіло шириною від 10 до 50 метрів – та містило магнетитову руду із вмістом заліза до 70% та практично без шкідливих домішок фосфору та сірки (ця руда ідеально пасувала до бесемерівського процесу і здійснила суттєвий вплив на його поширення у Європі).
Хоча перші власники відмовились від концесії через надмірні, з їх погляду, транспортні витрати, проте в 1863-му була заснована Société de Mokta el Hadid, яка вже в 1865-му змогла ввести в дію потужний рудник. Розробка первісно велась відкритим способом, а вивіз руди здійснювали по запущеній в 1864-му вузькоколійній («метрові») зализниці завдовжки дещо більше за тридцять кілометрів, що вела до Бону (наразі Аннаба), де до 1869-го спорудили повноцінний порт (саме розробка Мокта-ель-Хадід дала поштовх для розвитку Бона, який в подальшому також почав перевантажувати фосфати та концентрати кольорових металів).
В 1865-му копальня видала 22 тисячі тон руди, наступного року виробнцитво склало 137 тисяч тон, а в 1869-му досягнуло 255 тисяч тон. Після спаду часів Франко-германської війни 1870 – 1871 років (зокрема, через проблеми з морським транспортом та тлі побоювань прибуття пруської ескадри до Середземномор’я), рудник продовжив зростати і в 1872-му видав 335 тисяч тон руди, а в 1874-му досягнув рекордного рівня у 428 тисяч тон (цей обсяг містив понад 260 тисяч тон заліза, що становило половину від тодішнього обсягу виплавки цього металу Великобританією).

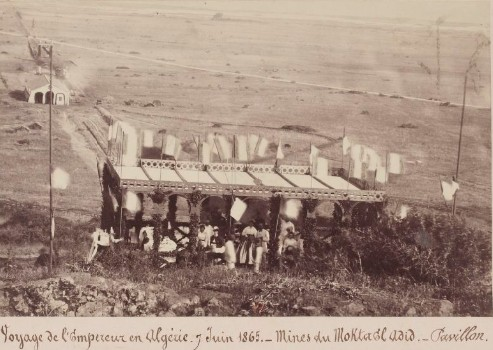
Тент, де обідав Наполеон ІІІ під час візиту на рудник в 1865 році

Втім, запаси родовища не могли тривалий час забезпечувати такі темпи есплуатації та й ще за рахунок доступних для дешевої відкритої розробки покладів. В 1875, 1876 та 1877 роках Мокта-ель-Хадід видав 415, 388 та 361 тисячу тон руди. В 1878-му показник взагалі впав до 286 тисяч тон, на що також вплинула криза в металургії. На цей час вже узялись і за підземний видобуток за допомогою штолень, а в 1879-му пройшли шахту глибиною 63 метра, поглиблення якої далі виявилось ускладнене припливом води. 
В наступні кілька років відбувалось певне покращення ситуації і в 1879-му та 1880-му видали 311 та 341 тисяч тон руди відповідно, при цьому роботи велись під землею у штольнях та шахті на рівнях 41 та 61 метр. Втім, далі почалось неухильне зниження виробництва – 295, 248 та 237 тисяч тон в 1881 – 1883 роках і вже лише від 129 до 122 тисяч тон в 1890 – 1893 роках.
Наступні виробничі показники становили – 109 (1894), 89 (1895), 110 (1896), 102 (1897), 92 (1898), 86 (1900), 83 (1901), 98 (1902) тисяч тон. Собівартість продовжувала зростати унаслідок збільшення глибини видобутку та зростання потреби у водовідливі і в 1902-му Société de Mokta el Hadid оглосила про намір зупинити розробку родовища найближчим часом. В 1903-му вилучили 92 тисячі тон руди, а в 1904-му 38 тисяч тон, що рахувалось як фактичне припинення розробки. Втім, протягом 1905 – 1909 років ще видобули понад 24 тисячі тон руди, хоча відвантаження були значно вищими за рахунок роботи зі складськими запасами. 
Що стосується Société de Mokta el Hadid, то компанія вчасно здійснила вкладення в інші проекти, зокрема, в 1879-му поглинула Companie de Mines de Soumah et Toufna, яка розвивала залізорудну копальню Бені-Саф на заході Алжиру. Серед інших інвестицій 19 століття можливо назвати входження в 1881-му до капіталу Compagnie des mines de Krivoi-Rog (станом на 1891-й Société de Mokta el Hadid володіла 10% акцій криворізького проекту, де якраз готувався запуск першої доменної печі) та інвестиції в 1886-му у фосфоритові копальні Гафси (Туніс).